# Каньшин, Пётр Павлович
Пётр Павлович Каньшин (1864 — не ранее 1922) — русский военачальник, генерал-лейтенант (1917).

## Биография
Родился в 1868 году. Из дворян Курской губернии. Образование: Орловский кадетский корпус (выпуск 1884), Александровское военное училище (выпуск 1886; по 1-му разряду; с производством в подпоручики), Николаевская академия Генерального штаба (выпуск 1893; по 1-му разряду; с производством в штабс-капитаны). Между обучением в училище и в академии служил офицером 16-го стрелкового батальона.
С 1893 года служил на офицерских штабных должностях в Одесском военном округе. В частности, в 1893—1900 годах занимал должность старшего адъютанта штаба 8-й кавалерийской дивизии, в 1900—1904 годах — штаб-офицера для поручений при штабе Одесского ВО. С 1904 года —— полковник.
Далее занимал следующие должности:
- Начальник штаба 8-й кавалерийской дивизии (1904—1909)
- Начальник штаба 2-й пехотной дивизии (1909—1910)
- Начальник штаба 4-й кавалерийской дивизии (1910—1912)
- Командир 6-го уланского Волынского полка (1912—1915).

Первую мировую войну встретил в должности командира Волынских улан. Во главе полка отличился личной храбростью и за бои в окрестностях местечка Скемпе (ныне — город в Польше), был награжден Георгиевским оружием

За то, что будучи командующим 6-м уланским Волынским полком, 18-го января 1915 года, командуя отрядом в составе вверенного ему полка, четырех сотен казаков и 6-ти конных орудий, занял с боя переправу у деревни Жухово, а затем под сильным огнем противника атаковал в пешем строю укрепленную деревню Карнково, выбил из нее немцев и отбросил их, захватив в плен одного врача и 30 нижних чинов, а также оружие, шанцевый инструмент и амуницию. 
20-го и 21-го января, обороняя в пешем строю вверенным ему полком, с приданной ротой пехоты и 6-ю конными орудиями, участок позиции Ходорнжек-Карнково, отбил ряд упорных повторных атак противника и не уступил своей позиции, сохранив за собою деревню Карнково, предоставлявшую важный укрепленный пункт, обладание которым упрочивало за нами владение местечком Скемпе, имевшем в то время для нас важное значение.
— Статья: «Каньшин, Пётр Павлович» на сайте «Офицеры РИА»
Высочайший приказ о награждении Георгиевским оружием последовал в 1916 году, когда Каньшин занимал уже другую должность.
В 1915 году был произведён в генерал-майоры. Далее занимал следующие должности:
- Командир 1-й бригады 15-й кавалерийской дивизии (1915)
- Начальник 4-й отдельной кавалерийской бригады (1915—1917)
- Первый и единственный командующий 17-й кавалерийской дивизией (с момента формирования; январь — август 1917 года); с того же 1917 года — генерал-лейтенант).

Имел все награды вплоть до ордена Святой Анны 1 степени с мечами.
После Октябрьской революции поступил на службу в РККА. Военспец. В 1920 году занимал должность начальника штаба Войск внутренней службы (ВНУС; Войска внутренней службы были предшественниками Внутренних войск) Приуральского военного округа. Подобная должность требовала определённого уровня лояльности соввласти. В конце того же года стал помощником инспектора кавалерии Полевого штаба Реввоенсовета Республики.
В 1922 году вышел в отставку, однако, продолжил преподавать в Военной академии в Ленинграде. 
Дальнейшая судьба неизвестна.

## Семья
Братья:
- Виктор Павлович Каньшин (1863—?) — генерал-майор (1913), инспектор классов Сумского кадетского корпуса (1907—1917)[1][2].
- Дмитрий Павлович Каньшин (1866—?) — полковник (1905), командир батальона в Алексеевском военном училище (с 1903; на 1909)[3]. О производстве в генерал-майоры сведений нет. Возможно, скончался до революции в чине полковника.

Супруга (с 1894 года) — Евгения Павловна Семиградова, из дворян Бессарабской губернии. После женитьбы подал прошение о сопричислении себя к дворянству Бессарабской губернии, которое было удовлетворено. В браке, по состоянию на 1914 год, имел дочь и сына.

## Награды
- Орден Святого Станислава 3 степени (1898)
- Орден Святой Анны 3 степени (1903)
- Орден Святого Станислава 2 степени (1906)
- Орден Святой Анны 2 степени (1906; мечи — 1916)
- Орден Святого Владимира 4 степени (1911)
- Орден Святого Владимира 3 степени (1914; мечи — 1915)
- Орден Святого Станислава 1 степени с мечами (1915)
- Орден Святой Анны 1 степени с мечами (1915)
- Георгиевское оружие (1916)